# The Confidence Man JP
The Confidence Man JP (コンフィデンスマンJP?) è una serie televisiva giapponese, trasmessa su Fuji TV dal 9 aprile all'11 giugno 2018. Dalla serie sono state tratte due pellicole: The Confidence Man JP: The Movie (2019) e The Confidence Man JP: Princess (2020).

## Trama
Dako è un'astuta truffatrice, esperta in travestimenti, che tuttavia colpisce soltanto persone senza scrupoli e consumate dai vizi; la giovane è aiutata dall'anziano Richard e da Boku-chan, un ragazzo di buon cuore che preferirebbe vivere una vita onesta.